# Оберройте
Оберройте (нем. Oberreute) — община в Германии, в земле Бавария.
Подчиняется административному округу Швабия. Входит в состав района Линдау-Бодензее. Подчиняется управлению . Население составляет 1641 человек (на 31 декабря 2010 года). Занимает площадь 13,49 км².

## История
Этот населённый пункт известен с XVIII века. В 1797 году здесь была построена церковь. Ранее вся эта территория принадлежала Австро-Венгерской империи.